# Punk's Not Dead
Cet article concerne le film documentaire américain. Pour l'album du groupe anglais The Exploited, voir Punks Not Dead.
Pour plus de détails, voir Fiche technique et Distribution.
Punk's Not Dead est un documentaire américain réalisé par Susan Dynner, sorti en 2007. Le documentaire revient sur l'histoire du punk rock et du mouvement punk, sur 30 ans d'évolution. Pour cela, il alterne extraits de concerts et interviews des principaux protagonistes.

## Synopsis
Alors que l'esprit du do it yourself et de rébellion originel du punk s'estompe de plus en plus avec une forme de commercialisation, Susan Dynner, photographe de longue date et coproductrice de Brick, explore les origines de cette musique. Au départ, le punk était un mouvement social réunissant des marginaux et déclassés. Dans les années 1980, le punk rock était strictement une culture underground et, pour chaque Ramones, Clash et Sex Pistols qui se démarquait, dix UK Subs et Subhumans livraient la musique la plus féroce et la plus scandaleuse jamais conçue. Elle suit ensuite sa percée dans le courant dominant des années 1990 : la musique qui choquait jadis les masses fut progressivement commercialisée, notamment par Green Day, Rancid et Nirvana. Au moment où des groupes tels que Good Charlotte et Sum 41 sont entrés en scène dans les premières années du 21e siècle, la vitalité et l'urgence qui caractérisaient autrefois le punk rock avaient été en grande partie perdues dans des riffs compatibles avec la radio et des paroles plus soucieuses des problèmes typiques de l'adolescence, que de politique ou de mondialisation. Alors qu'est-ce qui est exactement arrivé à l'esprit non-conformiste du punk? Dans ce documentaire, Dynner s'entretient avec des parrains punks aussi virulents que Henry Rollins, Ian MacKaye, Jello Biafra et d'autres pour découvrir que l'esprit de rébellion qui définissait à l'origine ce genre de musique difficile est toujours bien vivant.
Susan Dynner est une fan de punk hardcore américain. Le film s'infiltre dans les clubs, les centres commerciaux, les studios d'enregistrement, etc., où il prétend revendiquer du punk hardcore et du pop punk « prospérer » du point de vue américain. Son contenu propose des performances en grande partie des groupes hardcore des années 1980 et des groupes typiques de MTV skate punk et pop punk. Il comprend également diverses interviews et des séquences en coulisses avec les groupes, les labels et les fans,,,,,.

## Apparitions
Les personnes suivantes apparaissent dans le documentaire :
- Craig Aaronson (A&R pour Reprise Records)
- Colin Abrahall (chanteur pour Charged GBH)
- Jan Nils Ackermann (guitariste de The Vandals)
- Lorraine Ali (éditeur musical de Newsweek)
- Quinn Allman (guitariste de The Used)
- Nick « Animal » Kulmer (chanteur de l' Anti-Nowhere League)
- Billie Joe Armstrong (guitariste et chanteur de Green Day)
- Tim Armstrong (guitariste et chanteur pour Operation Ivy et Rancid ; fondateur de Hellcat Records ; producteur)
- Brian Baker (guitariste pour Bad Religion)
- Dave Baksh (guitariste pour Sum 41)
- Brian Barnes (guitariste pour les UK Subs)
- Jay Bentley (bassiste pour Bad Religion)
- Jello Biafra (ancien chanteur de Dead Kennedys)
- Rodney Bingenheimer (disc-jockey sur KROQ-FM)
- Colin « Jock » Blyth (guitariste pour Charged GBH)
- Riley Breckenridge (batteur de Thrice)
- Lisa Browlee (du Warped Tour)
- Steve Bruce (batteur de Cock Sparrer)
- Phil Bryant (bassiste pour les Subhumans)
- Didit (guitariste pour BRASSO)
- Wattie Buchan (chanteur pour The Exploited)
- Willie Buchan (batteur de The Exploited)
- Jake Burns (chanteur de Stiff Little Fingers)
- Peter Bywaters (chanteur de Peter and the Test Tube babies)
- Alan Campbell (guitariste pour les UK Subs)
- Brendan Canty (batteur de Fugazi)
- Becky Carriage (de Drunk Tank)
- Carrie (de Drunk Tank)
- Nick Cash (de 999)
- Keith Clark (batteur des Circle Jerks)
- Pat Collier (bassiste pour The Vibrators)
- Claire Costa (de Drunk Tank)
- Mitch Cramer (responsable de la tournée pour Green Day)
- Crazy Danny Culpables
- Michael Davenport (bassiste pour The Ataris)
- Dominic Davi (bassiste et compositeur pour Tsunami Bomb)
- Pete Davies (batteur du UK Subs)
- Michael Davis (bassiste pour MC5)
- Jane Davison
- Kid Dee Davison (batteur de The Adicts)
- Pete Dee Davison (guitariste pour The Adicts)
- Guy Days (guitariste et chanteur pour 999)
- Kevin De Franco (guitariste et chanteur de The God Awfuls)
- Ashley Dekoster (de Drunk Tank)
- Steve Diggle (guitariste pour Buzzcocks)
- John Doe (bassiste pour X)
- Fletcher Dragge (guitariste pour Pennywise)
- Joe Escalante (basse du groupe The Vandals ; cofondateur de Kung Fu Records ; animateur de radio pour Indie 103.1)
- Chris « Magoo » Exall (guitariste de la ligue Anti-Nowhere Leage)
- Globe oculaire (du Drunk Tank)
- Jennifer Finch (bassiste pour L7 ; guitariste et chanteuse pour The Shocker)
- Peter Finestone (batteur de Bad Religion)
- Warren Fitzgerald (guitariste pour The Vandals ; cofondateur de Kung Fu Records)
- Micky Fitz (chanteur pour le chanteur The Business)
- Bruce Foxton (bassiste pour The Jam et Stiff Little Fingers)
- Lars Frederiksen (guitariste et chanteur de Rancid et Lars Frederiksen and the Bastards)
- Kimm Gardner (guitariste pour Channel 3)
- Nicky Garratt (guitariste pour les UK Subs)
- Alvin Gibbs (bassiste pour les UK Subs)
- Cooper Gilespie (chanteur de Bang Sugar Bang)
- Greg Ginn (guitariste pour Black Flag)
- Ursula Glaviano (de Drunk Tank)
- Greg Graffin (chanteur de Bad Religion)
- Steve Grantley (batteur de Stiff Little Fingers et The Alarm)
- Dan Graziani (violoniste, pianistes et mandoliniste pour The Adicts)
- Sab Gray (chanteur pour Iron Cross)
- Jack Grisham (chanteur pour TSOL)
- Jim Guerinot (responsable de The Offspring et Social Distortion)
- Brett Gurewitz (guitariste pour Bad Religion et fondateur d' Epitaph Records)
- Charlie Harper (chanteur des UK Subs)
- Adam Hecht (de Enough Fanzine)
- Greg Hetson (guitariste pour Bad Religion et les Circle Jerks)
- Dexter Holland (guitariste et chanteur de The Offspring ; cofondateur de Nitro Records)
- Jeph Howard (bassiste pour The Used)
- Billy Idol (guitariste et chanteur de la Generation X)
- Frank Iero (ancien guitariste de My Chemical Romance)
- Steve Jocz (batteur pour Sum 41)
- Inge Johansson (guitariste basse pour The (International) Noise Conspiracy)
- Barry Jones (cofondateur de la discothèque Roxy)
- Joe Keithley alias Joey Shithead (guitariste et chanteur pour D.O.A.)
- Keith « Monkey » Warren (chanteur de The Adicts)
- Jake Kolatis (guitariste pour The Casualties)
- Wayne Kramer (guitariste pour MC5)
- Pablo LaBritain (batteur pour 999)
- Joyce Lacovara Levi (de Pogo Atak)
- Terri Laird
- Joe Lally (bassiste pour Fugazi)
- Cindy Levitt (vice-présidente des licences pour Hot Topic)
- Jim Lindberg (chanteur pour Pennywise)
- Bruce Loose (bassiste et chanteur pour Flipper)
- Dick Lucas (chanteur des Subhumans)
- Kyle Lumsden (bassiste pour The God Awfuls)
- Kevin Lyman (fondateur des tournées Warped et Taste of Chaos ; cofondateur de Warcon Enterprises)
- Dennis Lyxzén [Chanteur de Refused et The (International) Noise Conspiracy]
- Ian MacKaye (chanteur de Minor Threat, Embrace et Fugazi)
- Benji Madden (guitariste pour Good Charlotte)
- Mike Magrann (guitariste et chanteur pour Channel 3)
- Glen Matlock (bassiste des Sex Pistols)
- Jason "Cone" McCaslin (bassiste pour Sum 41)
- Mike McColgan (chanteur de Dropkick Murphys, maintenant pour Street Dogs)
- Gary McCormack (bassiste pour The Exploited)
- Bert McCracken (chanteur de The Used)
- John McGivern
- Legs McNeil (cofondateur et écrivain pour Punk ; rédacteur en chef pour Spin ; auteur)
- Eric Melvin (guitariste pour NOFX)
- Fat Mike (chanteur et bassiste pour NOFX ; bassiste pour Me First et le Gimme Gimmes et fondateur de Fat Wreck Chords)
- Chris Morris (rédacteur principal pour Billboard ; éditeur musical pour The Hollywood Reporter)
- Keith Morris (chanteur de Black Flag et Circle Jerks)
- Brendan Mullen (exploitant de la discothèque The Masque)
- Jeff Nelson (batteur pour Minor Threat)
- Mike Ness (guitariste et chanteur de Social Distortion)
- Steve E. Nix (guitariste et chanteur de The Briefs)
- Derek O'Brien (batteur de Social Distortion and DI)
- Kelly Osbourne (personnalité de la télévision; chanteuse; actrice)
- Alan Parker (réalisateur; producteur; scénariste)
- Kirsten Patches (chanteur pour Naked Aggression)
- Paulene (bassiste pour The Diffs)
- DH Peligro (batteur de Dead Kennedys)
- Jimmy Pursey (chanteur de Sham 69)
- Dave Quackenbush (chanteur des Vandals)
- Johnny Ramone (guitariste pour les Ramones)
- Marky Ramone (batteur des Ramones)
- Tommy Ramone (batteur des Ramones)
- Monica Richards (chanteuse pour Madhouse, Strange Boutique et Faith and the Muse)
- Mike Roche (bassiste pour TSOL)
- Kris Roe (guitariste pour The Ataris)
- Henry Rollins (chanteur pour Black Flag et State of Alert)
- Lance Romance (bassiste pour The Briefs)
- Kate Ross
- Jenny Russell (de Wasted et HITS)
- Scott Russo (chanteur pour Unwritten Law)
- Justin Sane (guitariste et chanteur d'Anti-Flag)
- Maria Scarlett (coordinatrice de la culture et des incitations pour Hot Topic)
- Zander Schloss (bassiste du Circle Jerks; acteur)
- Rob Schwartz (directeur créatif exécutif de TBWA \ Chiat \ Day)
- Captain Sensible (guitariste pour The Damned)
- Stormy Shepherd (fondateur de Leave Home Booking)
- Matt Skiba (guitariste et chanteur pour Alkaline Trio et Heavens)
- Paul Slack (bassiste pour les UK Subs)
- Richie Slick (guitariste et chanteur pour The Diffs)
- Jennie Smith (cofondatrice du festival Wasted)
- TV Smith (chanteur pour The Adverts)
- Kurt Soto (responsable du marketing du divertissement chez Vans)
- Matthew Southwell (de Bang Sugar Bang)
- Franz Stahl (guitariste pour Scream)
- Peter Stahl (chanteur pour Scream)
- Branden Steineckert (batteur de Rancid)
- Adam Stern (bassiste pour la Youth Brigade)
- Mark Stern (batteur de Youth Brigade ; cofondateur de BYO Records)
- Shawn Stern (guitariste et chanteur de la Youth Brigade ; cofondateur de BYO Records)
- Stryker (disc-jockey sur KROQ-FM)
- Torche (du Drunk Tank)
- Bruce Treasure (guitariste pour les Subhumans)
- Trotsky (batteur des Subhumans)
- Steve Van Doren (vice-président du marketing et fils du cofondateur de Vans)
- David Vanian (chanteur pour The Damned)
- Kevin "Noodles" Wasserman (guitariste pour The Offspring)
- Jon Watson (bassiste pour 999)
- Gerard Way (chanteur de My Chemical Romance)
- Steve Whale (guitariste et chanteur pour The Business)
- Deryck Whibley (guitariste et chanteur de Sum 41)
- Emily Grace « Agent M » Whitehurst (chanteuse de Tsunami Bomb)
- Wade Youman (batteur pour Unwritten Law)
- Annie Zaleski (journaliste musicale)
- Tim Taylor (bassiste pour US Chaos et The Undead)
- Jawahar Mohanty (acheteur de talents chez Vault 350)
- Brian Daley (guitariste et chanteur pour US Chaos)